# Lonchitis occidentalis
Lonchitis occidentalis är en ormbunkeart som beskrevs av Bak. Lonchitis occidentalis ingår i släktet Lonchitis och familjen Lonchitidaceae. Inga underarter finns listade.